# Fara in Sabina
Fara in Sabina (spesso abbreviato in Fara Sabina) è un comune italiano di 13 930 abitanti della provincia di Rieti nel Lazio.

## Geografia fisica

### Territorio
Fara in Sabina sorge a 482 metri di altezza sul livello del mare ed è localizzata nella "parte nord-ovest" del Monte degli Elci.
Il fiume Farfa scorre nel territorio comunale.

### Clima
Classificazione climatica: zona E, 2242 GR/G - USDA 9

## Storia
L'area del comune fu popolata già in epoca preistorica (sono stati rinvenuti resti del Paleolitico medio e dell'età del bronzo medio, recente e finale).
Di fronte al Colle di Fara sorge l’altura di Monte San Martino, abitata in epoca protostorica da un esteso ed articolato insediamento risalente all’età del Bronzo finale (la maggior parte del materiale è venuto alla luce presso le pendici orientali del monte, in località Quattro Venti). 
Le ricerche hanno evidenziato la presenza di alcune opere di terrazzamento con recinti di mura realizzati in pietrame a secco, di cui si ipotizzò in alcuni casi una datazione ad epoca protostorica. È stato possibile ricostruire l’andamento di almeno tre cinte murarie, irregolarmente ellissoidali, che seguivano le curve di livello.
Oggi questo abitato protostorico è stato identificato con Mefula, antica città degli Aborigeni (mitologia), che secondo Dionigi di Alicarnasso sorgeva ad appena 5 km di distanza da Suna (Toffia). Dionigi riferisce inoltre della presenza di mura, unico caso a riguardo del popolo aborigeno, un dato che trova conferma dall’effettiva presenza sul monte di murature a secco attribuibili ad epoca protostorica (peraltro rare in questo periodo).
L’insediamento aborigeno di Mefula scompare già durante la prima età del Ferro (forse in relazione alla contemporanea nascita dei centri sabini in pianura, come la vicina Cures).
Tra il IX secolo a.C. e il VI secolo a.C. nella località di Santa Maria in Arci si era stabilito un insediamento sabino, identificato con la città di Cures, che continuò a vivere in età romana (resti di terme e di un piccolo teatro e necropoli). Il territorio era sfruttato dal punto di vista agricolo con una fitta rete di ville, costruite su terrazzamenti in opera poligonale nel II secolo a.C. e in opera quasi reticolata nel I secolo a.C. ("villa di Grotte di Torri" e ancora di Fonteluna, di Mirteto, di Cagnani e di San Lorenzo a Canneto, di Sant'Andrea e di San Pietro presso Borgo Salario, di Grottaglie, di Piano San Giovanni, di Grotta Scura, di Monte San Martino, di Fonte Vecchia).
Le origini dell'attuale abitato sembrano risalire ad epoca longobarda, alla fine del VI secolo, come sembra indicare il toponimo, derivante dal termine longobardo fara, con il significato di "clan familiare". Il castello è attestato dal 1006 e dal 1050 fu sotto il controllo dell'abbazia di Farfa. Fu quindi feudo degli Orsini. Dal 1400 è divenuto sede dell'abate commendatario di Farfa e si sono succedute le varie famiglie proprio a partire dagli Orsini fino alla famiglia Barberini, con il cardinale Francesco Barberini, nipote di papa Urbano VIII, che nel 1678 ha fondato, con sede nell'antico castello, il monastero delle Clarisse Eremite.
Nel 1867 fu toccata con la frazione di Coltodino dalla Campagna garibaldina dell'Agro Romano per la liberazione di Roma. Giuseppe Garibaldi dopo la sconfitta di Mentana raggiunse con i suoi Volontari la stazione ferroviaria di Passo Corese in comune di Fara dove partì in direzione del nord. Sempre da Fara sulla riva del Tevere partì con alcune barche la sfortunata spedizione dei Fratelli Cairoli conclusa tragicamente a Villa Glori. Testimonianze della Campagna dell'Agro Romano per la liberazione di Roma (1867) sono conservate nel Museo nazionale di Mentana.
Il 10 dicembre 1920 la frazione di Canneto Sabino fu teatro di un eccidio, il più cruento, quanto a numero di morti del cosiddetto Biennio rosso. Durante una manifestazione organizzata dai braccianti nel tentativo di ottenere migliori condizioni di lavoro un gruppo di Carabinieri ne uccise 11 in località Colle San Lorenzo.

### Simboli
Lo stemma e il gonfalone sono stati riconosciuti con DCG del 7 novembre 1941.
Il gonfalone è un drappo partito di giallo e di rosso.

## Monumenti e luoghi d'interesse

### Architetture religiose
- La celebre abbazia di Farfa.
- Collegiata di Sant'Antonio del XVI secolo
- Chiesa di San Giacomo del 1619
- Chiesa di Santa Chiara del 1643, oggi sconsacrata e sala di cerimonie municipale.
- Monastero Clarisse Eremite, costruito nel XVII secolo sulle rovine del castello, tuttora convento di clausura.

### Architetture civili
- Palazzo Orsini del XV secolo
- Palazzo Farnese del 1585
- Palazzo Foschi, poi Manfredi, del XV secolo
- Palazzo Castellani, poi Brancaleoni, oggi sede del Museo civico
- Deposito del grano e monte di pietà (XV secolo), oggi sede della Biblioteca comunale
- Cisterna di piazza del Duomo, costruita dai Farnese nel 1588.

### Aree naturali
- Riserva naturale di Nazzano, Tevere-Farfa
- Aceretum La Cianfronara (Borgo Quinzio)

### Siti archeologici
- Resti della città preromana di Cures Sabini
- Ruderi di San Martino
- Ruderi della Torre Baccelli

### Orologio a 6 ore
Presso il locale agriturismo Santo Pietro c'è uno dei pochi orologi a 6 ore ancora rimasti in Italia.

### Festival
- Fara Music Festival

## Società

### Evoluzione demografica
Abitanti censiti

## Infrastrutture e trasporti

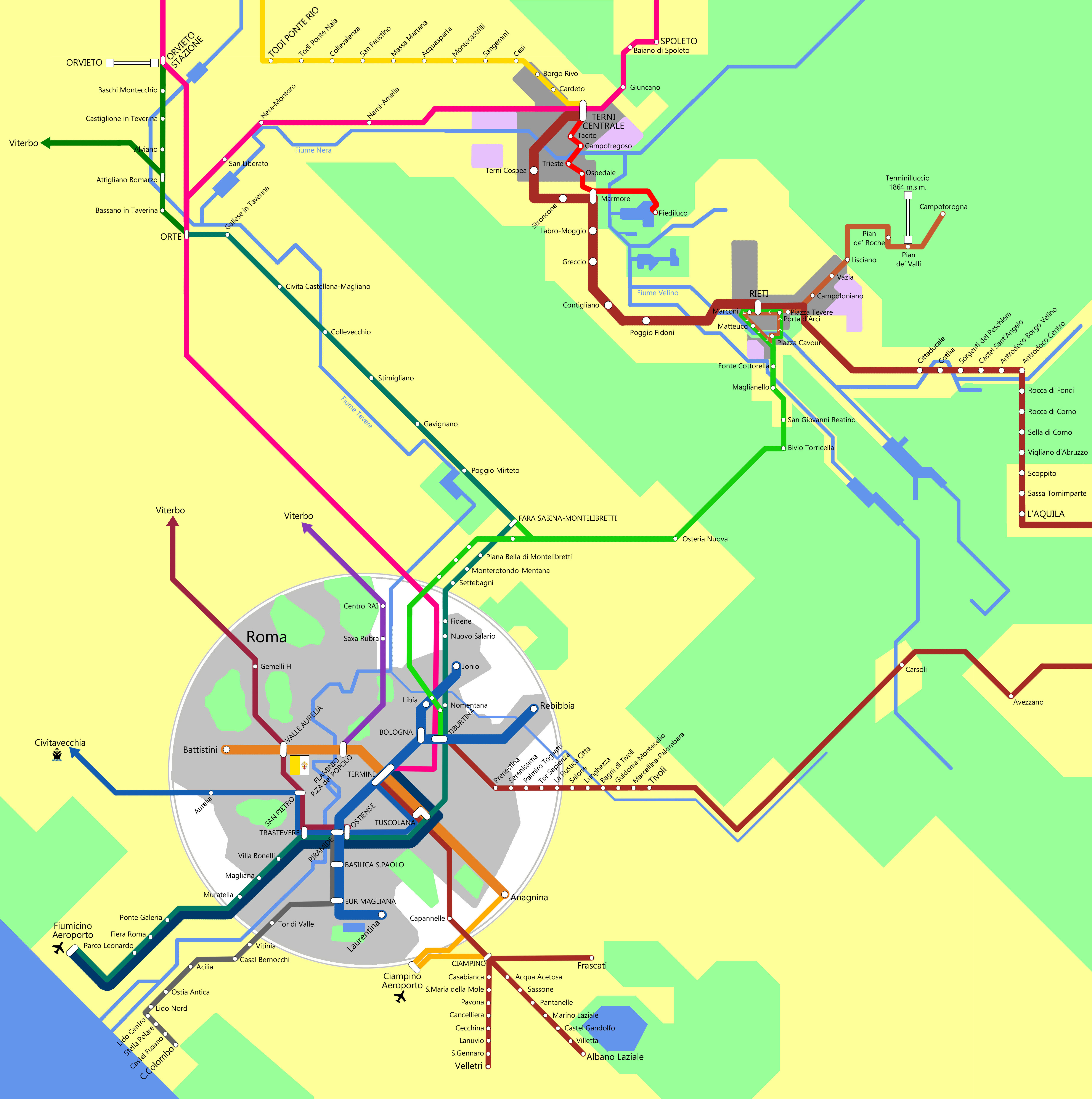
rete dei trasporti del settore nord-est dell'area metropolitana di Roma

### Strade
La Via Farense (strada provinciale n. 41) collega Fara Sabina da un lato a Toffia e Osteria Nuova, e dall'altro alle frazioni di Talocci e Passo Corese. In entrambi i lati la Farense termina sulla Strada statale 4 Via Salaria, la principale arteria stradale del territorio (nonostante disponga di una sola carreggiata), che collega il comune a Roma e al capoluogo di provincia Rieti. Dalla frazione di Passo Corese ha inizio la Diramazione Salaria (SS4 Dir), una bretella a doppia carreggiata che collega la Salaria al casello Fiano Romano dell'autostrada del Sole.
Inoltre una strada vicinale collega il paese alla SP 42 Mirtense, e quindi a Montopoli e Poggio Mirteto.

### Ferrovie
Ai margini del territorio comunale, al confine con la città metropolitana di Roma, passa la ferrovia Roma-Firenze (linea lenta), e nella frazione di Passo Corese si trova la Stazione di Fara Sabina-Montelibretti, che dista circa 12 km dalla sede comunale. La stazione è servita dal servizio regionale FL1, con un treno per ogni 15 minuti per Roma Tiburtina e l'aeroporto di Fiumicino. È la stazione più importante di tutta la Sabina: ogni anno vi transitano circa un milione e trecentomila passeggeri e rappresenta la porta di accesso via treno alla Capitale per gli abitanti di buona parte della provincia di Rieti compreso il capoluogo, che vi confluiscono tramite la statale Salaria.

## Geografia antropica
La popolazione di Fara in Sabina è sparsa in un gran numero di centri abitati; solo 284 abitanti risiedono nella sede comunale. Rilevante in tutto il territorio la presenza di seconde case che si popolano solo nei festivi.

### Frazioni
Passo Corese, sede della stazione ferroviaria di "Fara Sabina-Montelibretti", è la località più popolosa dell'intero comune, con 3 573 abitanti.
Le altre frazioni del comune sono: Baccelli, Borgo Quinzio (940 abitanti), Canneto Sabino (568 abitanti), Coltodino (420 abitanti), Corese Terra (676 abitanti), Montegrottone (80 abitanti), Prime Case (213 abitanti) e Talocci (827 abitanti).

#### Altre località del territorio
- Cagnani
- Campomaggiore (262 abitanti[19]) è situata al km 44,4 della via Salaria; a livello amministrativo dipende dalla frazione di Canneto Sabino. Occupa un territorio delimitato a sud dal corso del Fosso Corese e a nord dalla via Salaria, nel quale è compresa un'ampia collina. La località viene nominata come "Campo Maggiore" nel catasto Gregoriano del 1819 e viene indicata come "quartiere eminentemente cerealicolo"[20]. Solo negli anni sessanta, in seguito ad una lottizzazione di circa 230 unità, gli uliveti lasciarono il posto alle prime case.
- Colle Bernabei
- Colle dell'Oppio
- Colle della Felce (75 abitanti[21])
- Colle Grande
- Farfa (42 abitanti[22])
- Fonteluna (63 abitanti[23])
- Fonte Schieta
- Grotta della Volpe
- Grotte di Torri (194 abitanti[24])
- Grottaglie
- Pasquino
- Pomonte (90 abitanti[25])
- Piano della Barrozza (32 abitanti[26])
- Quercetta
- San Cesareo
- Sant'Elena (42 abitanti[27])
- Santo Pietro (19 abitanti[28])
- Stallone (12 abitanti[29])
- Valle Falsa (20 abitanti[30])
- Via Baciabove (22 abitanti[31])
- Villaggio Martini

## Amministrazione
Nel 1923 passa dalla provincia di Perugia in Umbria, alla provincia di Roma nel Lazio, e nel 1927, a seguito del riordino delle circoscrizioni provinciali stabilito dal regio decreto n. 1 del 2 gennaio 1927, per volontà del governo fascista, quando venne istituita la provincia di Rieti, Fara Sabina passa a quella di Rieti.
| Periodo           | Periodo           | Primo cittadino   | Partito                      | Carica  | Note |
| ----------------- | ----------------- | ----------------- | ---------------------------- | ------- | ---- |
| 27 aprile 1997    | 13 maggio 2001    | Tarso Venti       | centro-sinistra              | Sindaco |      |
| 13 maggio 2001    | 29 maggio 2006    | Tersilio Leggio   | centro-sinistra              | Sindaco |      |
| 29 maggio 2006    | 16 maggio 2011    | Vincenzo Mazzeo   | PD                           | Sindaco |      |
| 16 maggio 2011    | 21 settembre 2020 | Davide Basilicata | PdL                          | Sindaco |      |
| 22 settembre 2020 | in carica         | Roberta Cuneo     | Lega, FI, FdI, liste civiche | Sindaco |      |

### Gemellaggi
- Santa Vittoria in Matenano
- Villemur-sur-Tarn

### Altre informazioni amministrative
- Fa parte dell'Associazione nazionale città dell'olio.

## Sport

### Calcio
La principale squadra di calcio della città è la S.S. Passo Corese, che milita nel girone B laziale di Promozione. È nata nel 1936.

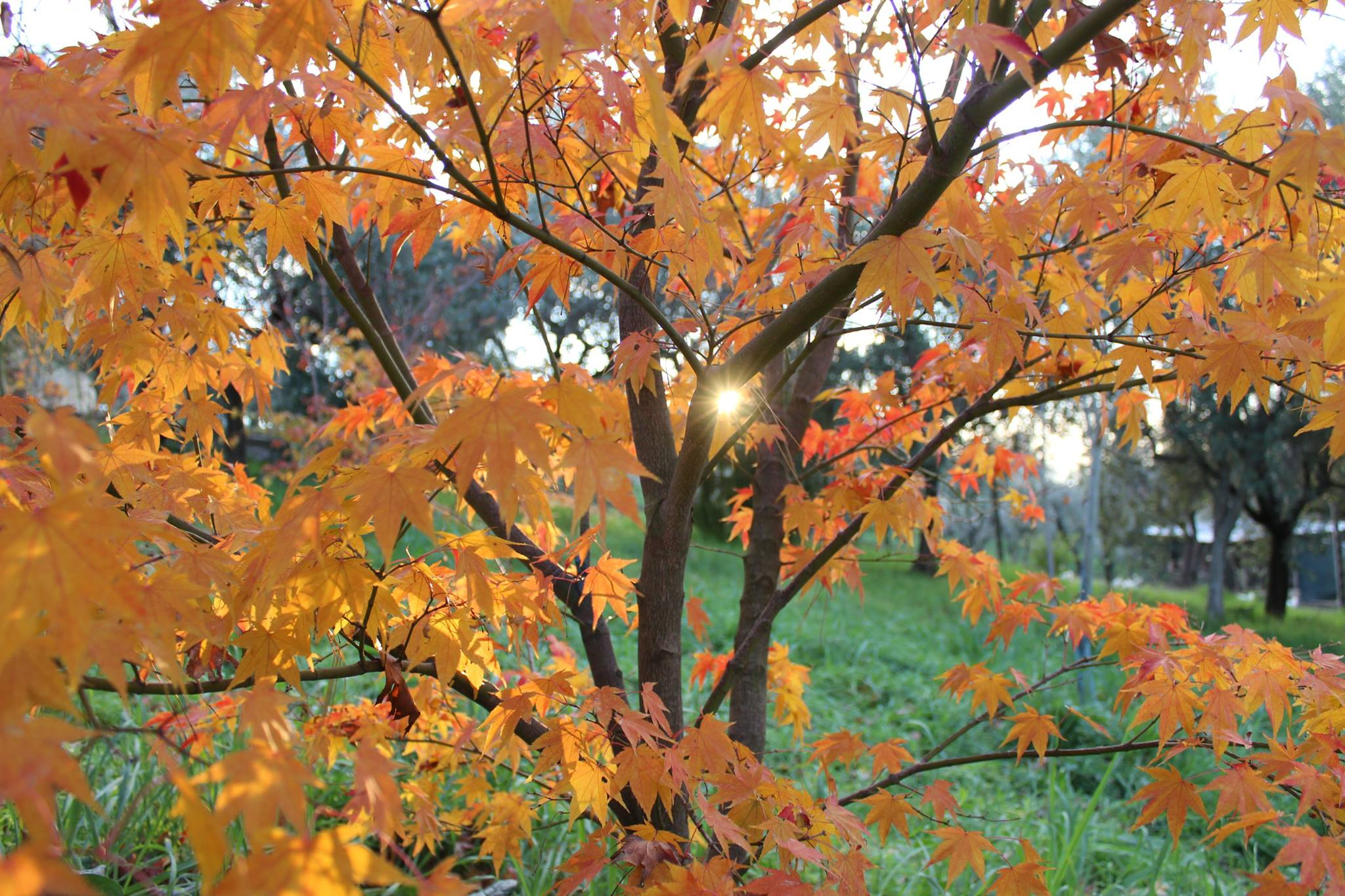